# LK II
El Leichter Kampfwagen II (en alemán «automóvil ligero de combate») o LK II fue un tanque ligero de caballería construido en 1918 a finales de la Primera Guerra Mundial.
Fue diseñado por el jefe de diseño del Departamento de Vehículos de Motor del Ejército Imperial alemán Joseph Vollmer, diseñador del LK I y A7V.
Estaba inspirado en el diseño de un tanque Mark A Whippet británico capturado.

## Historia y desarrollo
El LK II fue una versión mejorada del LK I, con el mismo chasis de un automóvil Daimler.
Solo dos prototipos habían sido completados en junio de 1918; uno tenía una torreta con una ametralladora MG 08 y el otro una estructura fija trasera en la que podía instalarse un cañón ruso capturado Sokol de 57 mm, pero resultó demasiado pesado y potente para la estructura del tanque, siendo reemplazado por un Krupp de 37 mm.
Los dos prototipos iban a ser seguidos por otros 580 pero, como consecuencia del final de la contienda, nunca llegaron a completarse. Su blindaje tenía un espesor de 8 a 14 milímetros, aumentando su peso a 8,75 toneladas. Se planeó fabricar una versión armada con una o dos ametralladoras MG 08/15 de 7,92 mm, pero el proyecto no progresó.

## Versión sueca (m/21-29)
En virtud de los términos del Tratado de Paz de Versalles a Alemania le fue prohibido poseer y construir cualquier tipo de tanque, por lo que en el verano de 1921 Suecia compró en secreto (para evadir a la Comisión Aliada de Control), las piezas de diez LK II por el precio de 100.000 coronas.
Fueron enviadas en mercantes, figurando como piezas de calderas y material agrícola y ensambladas en los astilleros de la Armada sueca (Flottans varv) en Estocolmo, siendo terminados en 1922.
Estos LK II, en un principio redesignados Pansarvagn fm/22 y más tarde Stridsvagn fm/21, fueron armados con una ametralladora Kps m/14 de 6,5 mm. En un principio fueron asignados a la Svea Livgarde (Guardia de Corps) y más tarde al Göta Livgarde (pansar), una unidad de blindados.
Los m/21 fueron regularmente utilizados en diversas maniobras militares entre 1923 y 1927. Debido al uso constante algunos de los tanques sufrieron averías mecánicas y el gran problema del Ejército sueco consistía en la inexistencia de piezas de repuesto. Por ello, los mecánicos del Ejército canibalizaron cinco unidades para conseguir otras cinco en condiciones de uso.
A partir de 1929 las compañías NOAH (Nydqvist och Holm AB) y AB Landsverk (hasta 1928, Firman, Petterson & Ohlsen, esta última de accionariado mayoritariamente alemán, como su ingeniero jefe de diseño Otto Merker), inician la reconstrucción a resultas de una petición del Departamento de Artillería, de cinco m/21, resultando con ello la variante Stridsvagn m/21-29.
Esta variante estaba armada inicialmente con una ametralladora Ksp m/14-29 de 6,5 mm, y más tarde con un cañón Škoda L/27 de 37 mm. Además, se añadió un motor más potente, un Scania-Vabis tipo 1554 de 85 cv, nuevos alternador, caja de cambios, sistema de escape del motor e iluminación externa (faros) con cubiertas protectoras removibles.
Dos fueron terminados en 1930 y los otros tres entre 1931 y 1934. Se da la circunstancia de que en 1929 uno de estos vehículos fue conducido por Heinz Guderian, en aquel entonces Inspector de Transporte y destinado como asesor militar en Suecia. El Stridsvagn M/21-29 fue retirado del servicio activo en 1938 siendo reemplazado por la tanqueta de fabricación checa CKD AH-IV , designada en Suecia como Strv m/37.
Un ejemplar superviviente se encuentra en el Deutsches Panzermuseum de Münster, en Alemania; otros dos están en los museos de vehículos militares Arsenalen en Strängnäs y el Pansarmuséet i Axvall en Suecia.

## Galería

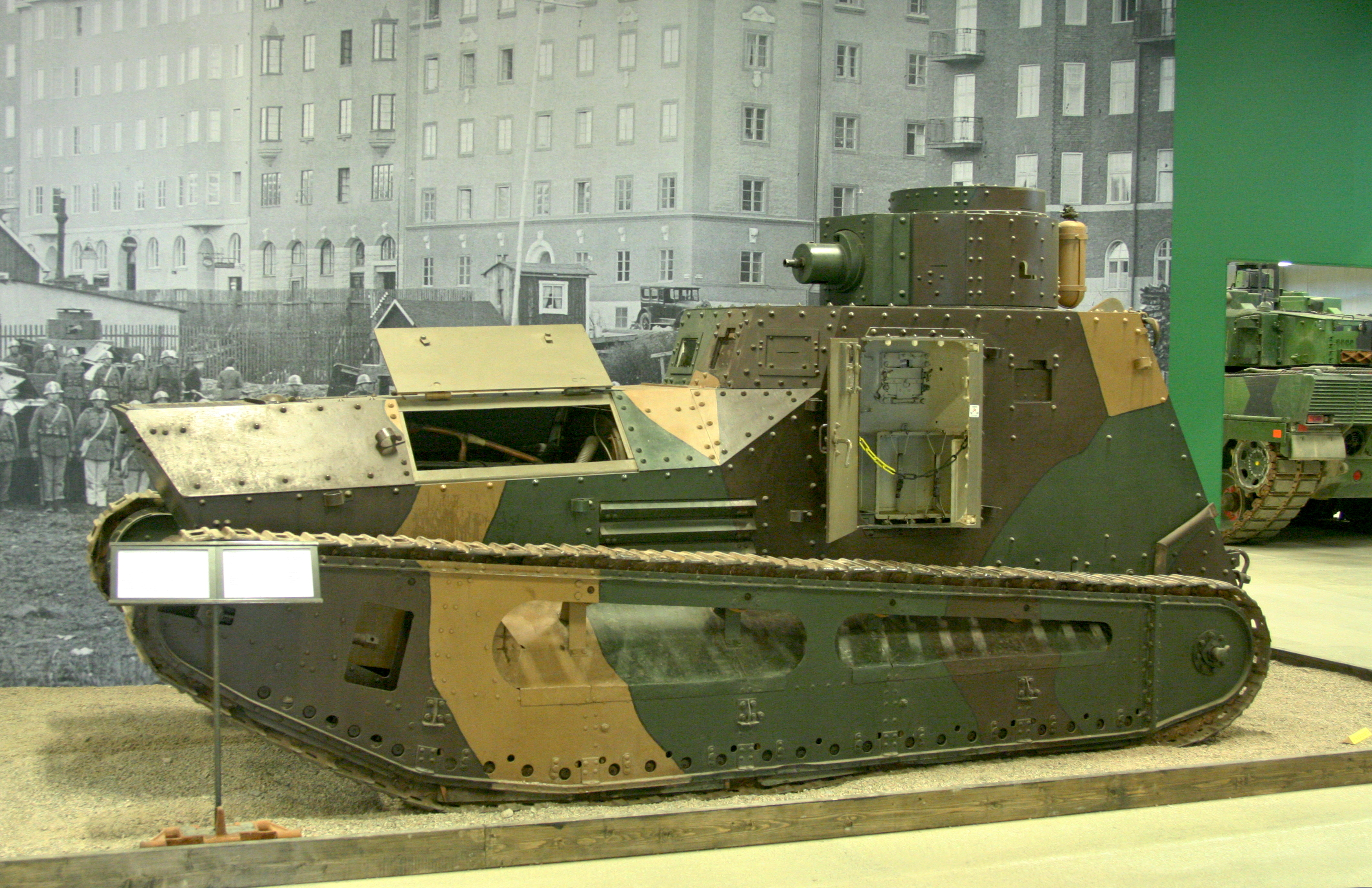
Stridsvagn m/21 del Arsenalen Museum de Strängnäs, Suecia
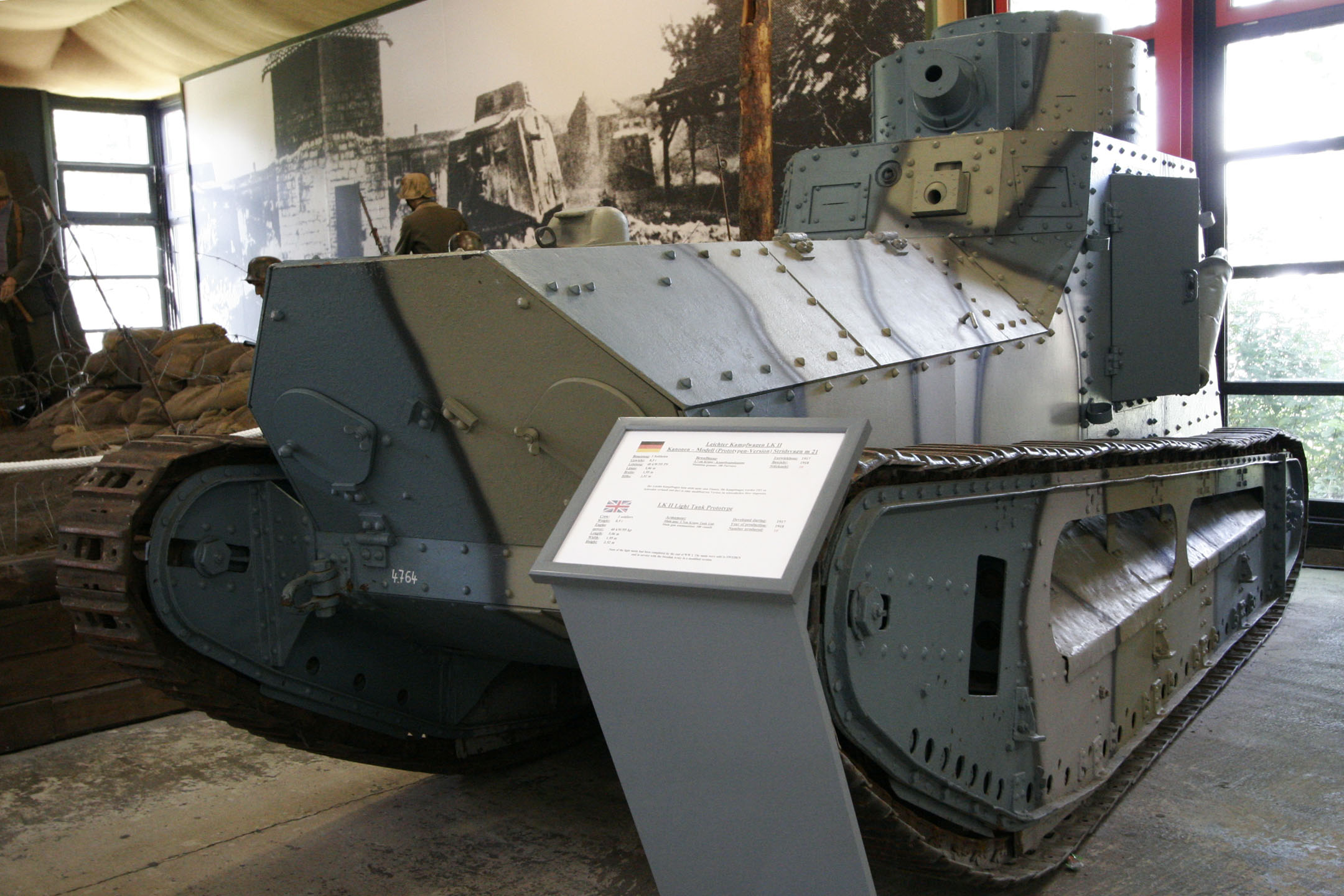
Stridsvagn m/21-29
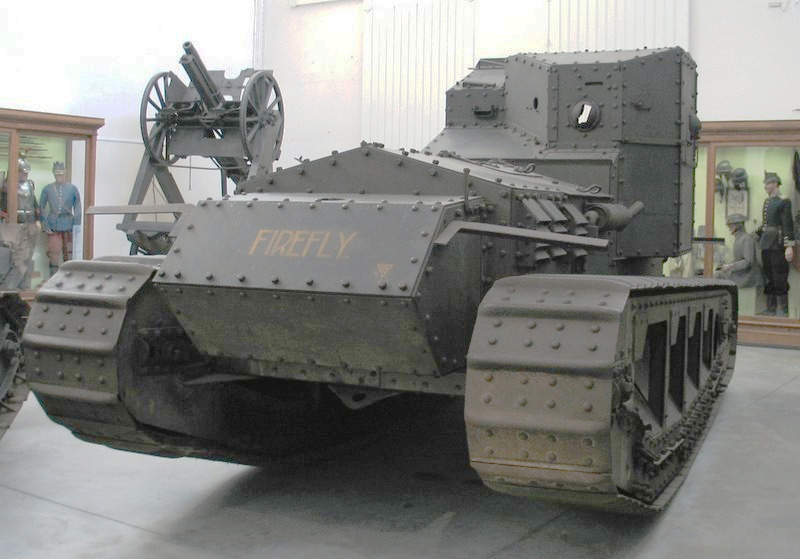
Un Whippet Mk.A.
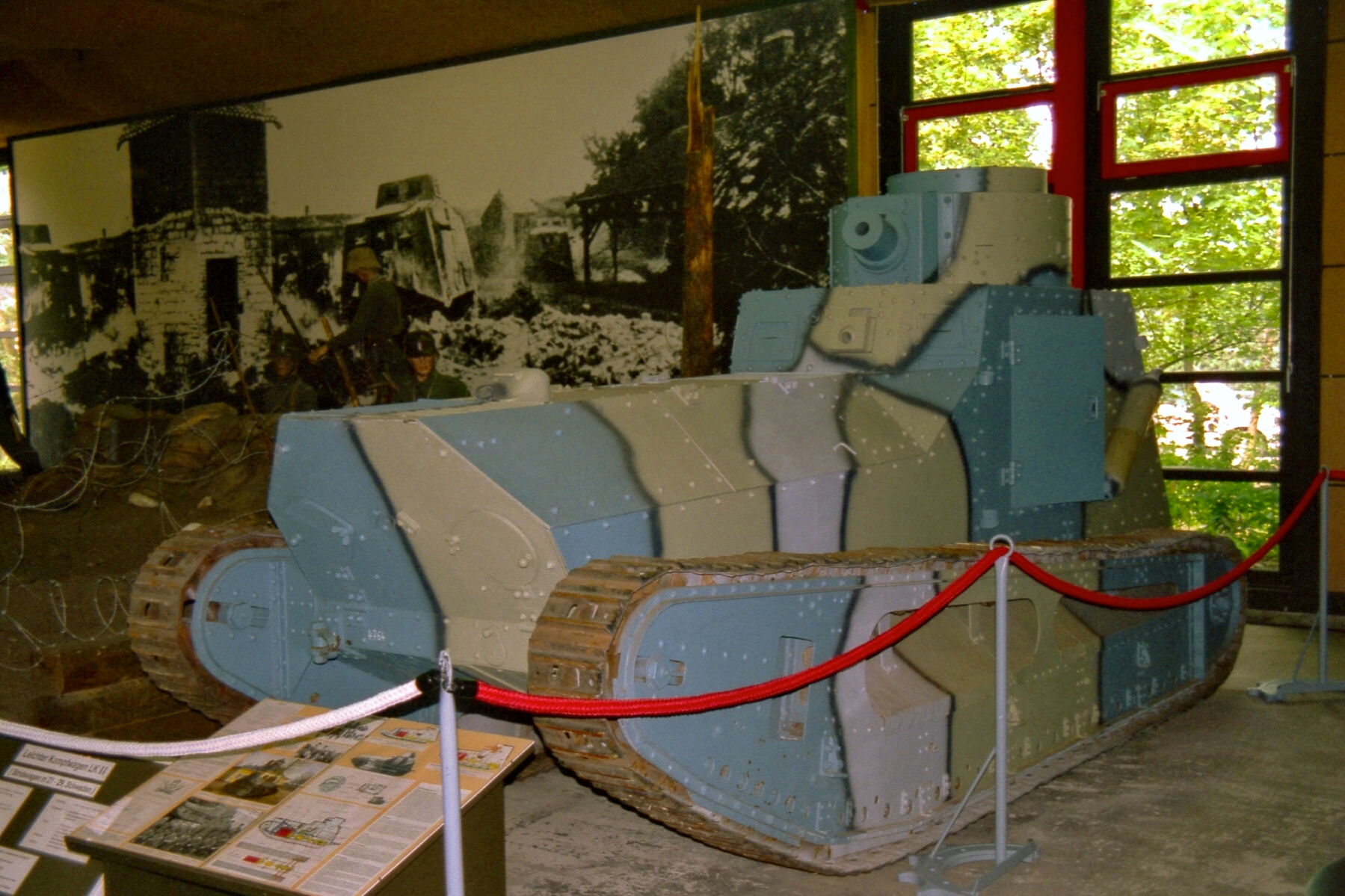
Stridsvagn m/21-29 con camuflaje de LK II del Deutsches Panzermuseum de Munster.
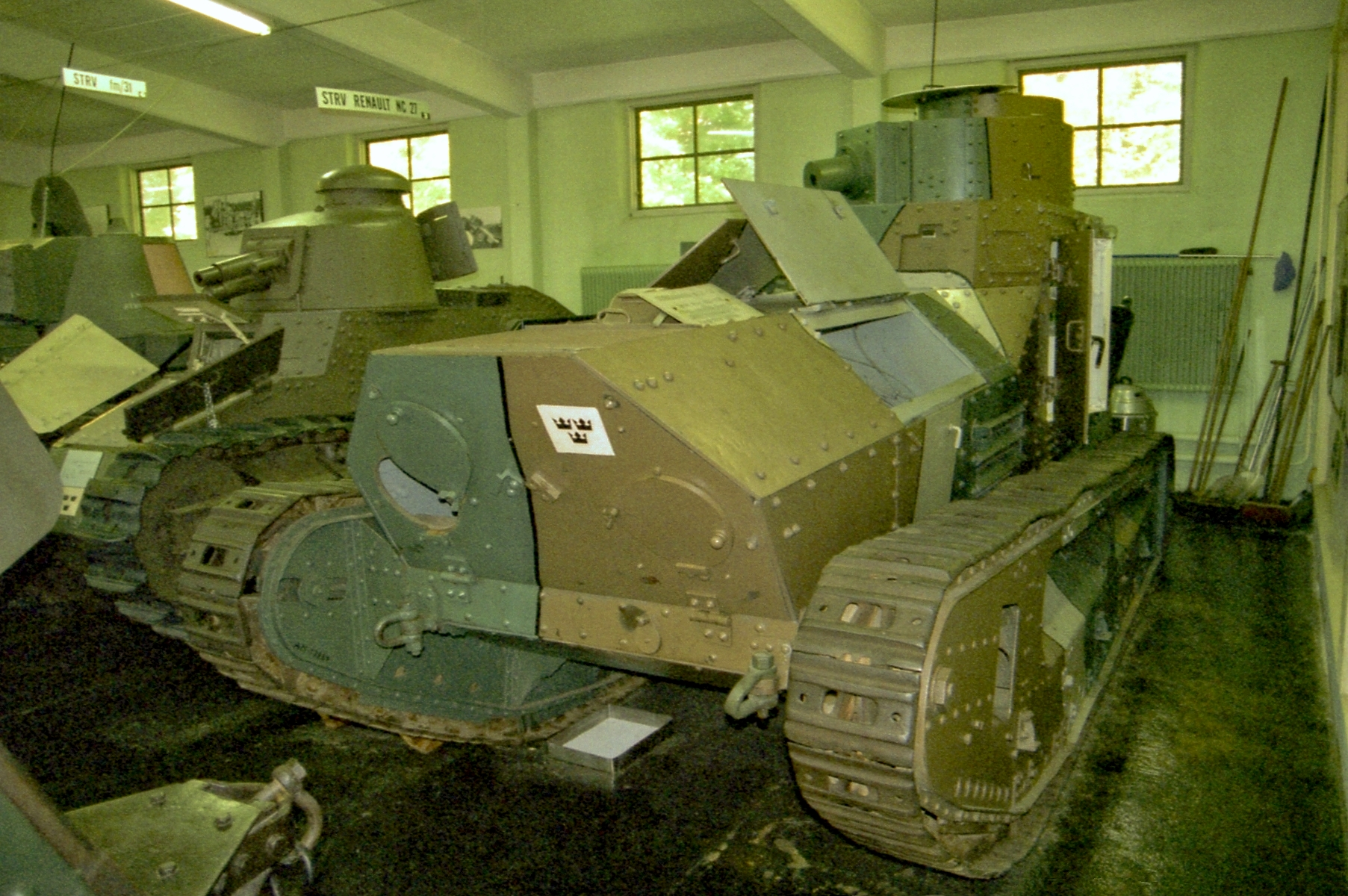
Stridsvagn m/21-29 del Pansarmuséet i Axvall.
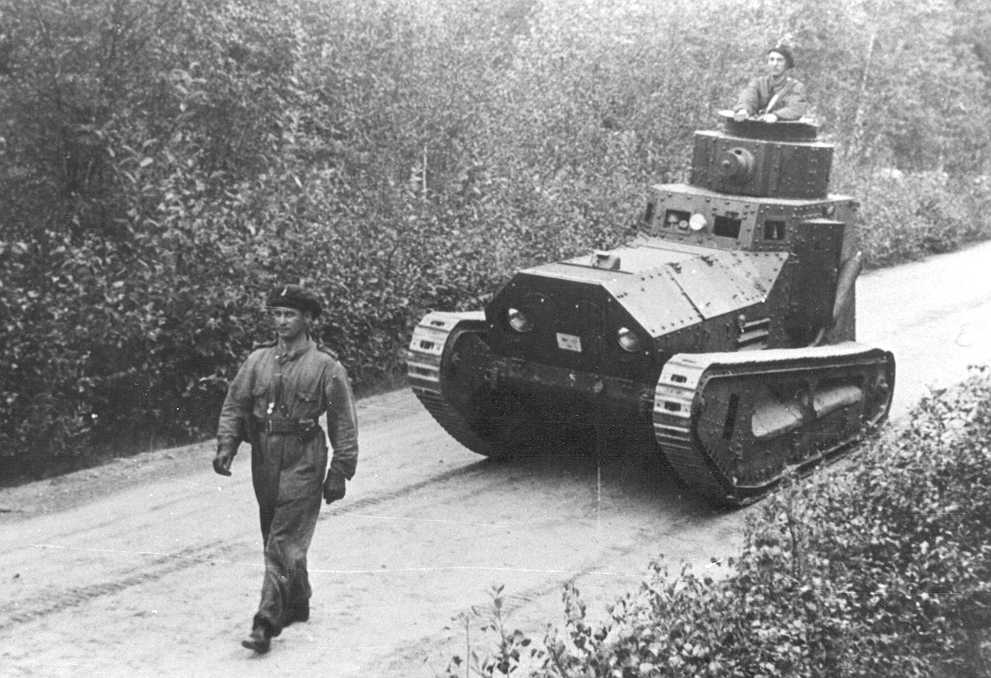
Stridsvagn m/21-29 durante unas maniobras.
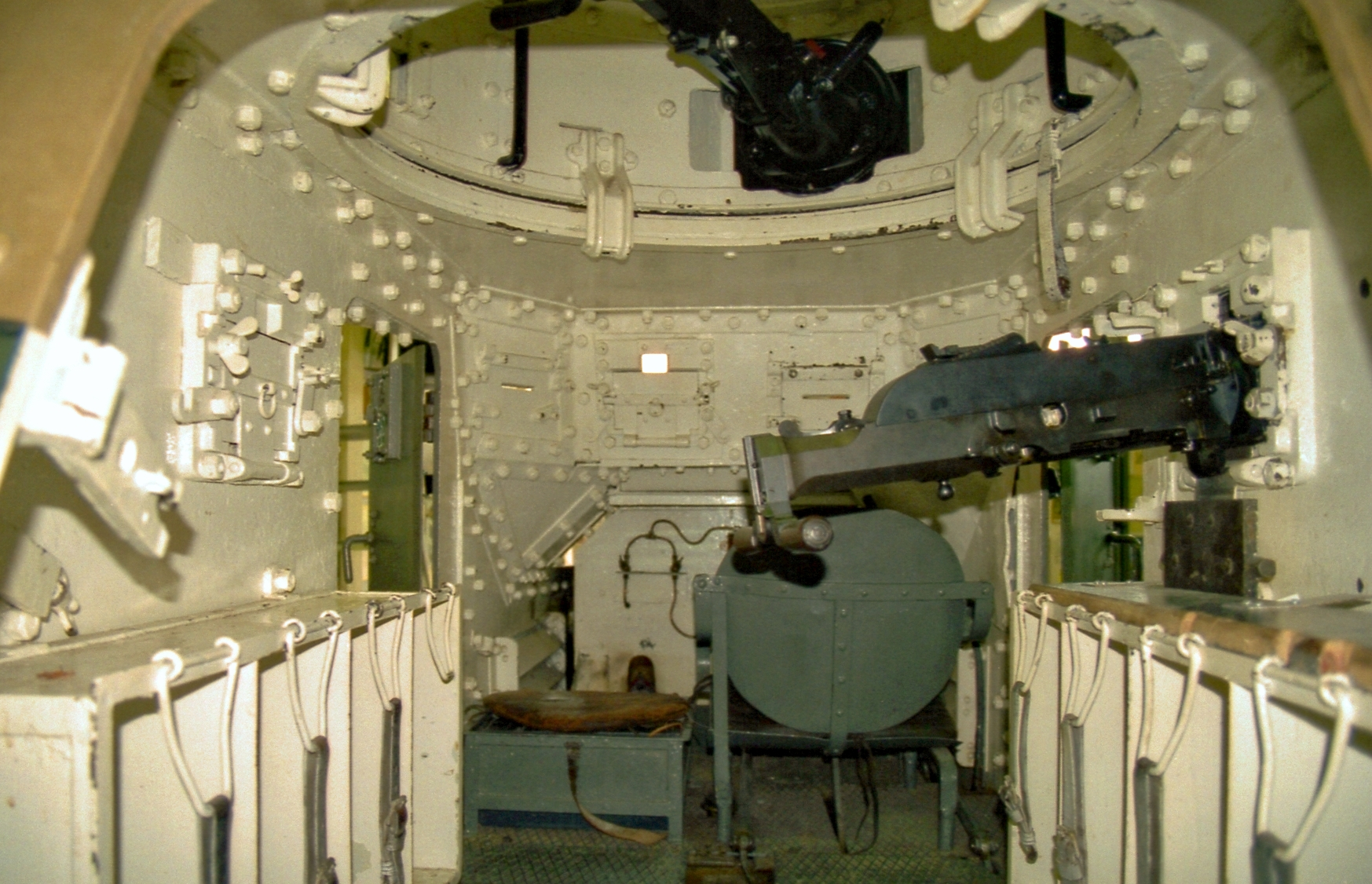
Interior de un Strv. m/21.